# Yugoslavos
Como yugoslavos (en bosnio: Jugosloveni/Jugoslaveni; en serbio: Југословени (Jugosloveni); en croata: Jugoslaveni; en esloveno: Jugoslovani) se conoce al grupo étnico constituido por algunos de los habitantes de la antigua Yugoslavia y su diáspora, siguiendo esta denominación étnica en uso en algunos de sus países herederos.

## Historia y precedentes
El término yugoslavos ha sido y es utilizado por aquellos que consideran que serbios, croatas, bosníacos y montenegrinos son un único pueblo, y que los eslovenos y macedonios pese a diferencias lingüísticas y religiosas derivadas de los imperios que dominaron sus tierras en el pasado, son parte importante y crucial de la identidad yugoslava. Ejemplo de ello podrían ser la impronta dejada por alemanes y húngaros en los yugoslavos de las regiones católicas de Croacia y Eslovenia, la región bosníaca musulmana dominada por los otomanos, o los pueblos serbios ortodoxos dominados o influenciados por otomanos, rusos e incluso, en la Edad Media, griegos. Aquellos que crecieron en el espíritu yugoslavo consideran que las tres nacionalidades son una única etnia con lenguaje propio, y en este hecho ven razones similares a las que llevaron a la unificación de Italia en 1861.
Desde finales del siglo XVIII, momento en que las afiliaciones étnicas tradicionales europeas comenzaron a transformarse en verdaderas identidades nacionales y étnicas, hubo numerosos intentos de definir una identidad étnica común de los eslavos del sur. La propia palabra "yugoslavo" significa eso, "eslavo del sur". Se ha estimado, según la comparativa de los datos de los distintos censos (por ejemplo, el idioma declarado como propio por los habitantes), que los considerados como yugoslavos procedían principalmente de Serbia. Se cree asimismo que muchos de los que se declararon en su día yugoslavos antes o después pasaron a registrarse como serbios. En el censo de 2002, un total de 49.881 habitantes de la provincia serbia de Vojvodina se declaraban "yugoslavos" en un momento en que Serbia y Montenegro formaban lo que se conocía como República Federal de Yugoslavia.

### Previamente a la I Guerra Mundial
El Movimiento Ilirio buscaba crear una identidad común para los eslavos del sur a partir del antiguo pueblo ilirio y construir un lenguaje literario ilirio que uniese no solo a serbios y croatas sino también a eslovenos. Algunos escritores serbios defendían la idea de que todos los eslavos del sur (o al menos quienes hablasen serbocroata) eran serbios, parte de los escritores croatas los consideraban exclusivamente croatas, y otros eran partidarios de la denominación de consenso de etnia serbocroata.
Asimismo, en el siglo XVIII Hristofor Zhefarovich difundió la idea de formar una unidad entre los pueblos eslavos del sur, en particular entre búlgaros y serbios. Este sentimiento resurgió a principios de la década de los 50 del siglo XX cuando Tito y Stalin se planteaban extender Yugoslavia a Bulgaria. 
A finales del siglo XIX y principios del XX, el término "yugoslavo" comenzó a ser utilizado como sinónimo de "eslavo del sur", especialmente para referirse a este colectivo dentro del Imperio austrohúngaro.

### I Guerra Mundial
El 28 de junio de 1914, Gavrilo Princip disparó y asesinó al Archiduque Francisco Fernando de Austria, heredero del trono imperial austríaco y a su mujer en Sarajevo. Princip era miembro de Bosnia Joven, un grupo cuyo objetivo era la unificación yugoslava y la independencia del Imperio austrohúngaro.
Tras el atentado, Princip fue capturado. Durante su juicio afirmó: "Yo soy nacionalista yugoslavo, busco la unificación de todos los yugoslavos y no me preocupa bajo qué forma de Estado, pero debe ser libres de Austria."

### Declaración de Corfú
Durante los meses de junio y julio de 1917, el Comité Yugoslavo se reunió con el Gobierno serbio en Corfú, consiguiendo una declaración con fecha 20 de julio en la que se sentaban las bases de la fundación de un estado independiente tras la Guerra. El preámbulo de dicho documento afirmaba que serbios, croatas y eslovenos eran "iguales en sangre, idioma, sentimientos de unidad así como de continuidad e integridad del territorio que habitan sin divisiones, además de compartir intereses vitales de supervivencia nacional y desarrollo de sus vidas materiales y morales". El futuro estado recibiría el nombre de Reino de los Serbios, Croatas y Eslovenos y sería una monarquía constitucional gobernada por la dinastía Karađorđević.

### Periodo de entreguerras
Finalizada la Primera Guerra Mundial, y con los eslavos del sur unidos bajo el Reino de los Serbios, Croatas y Eslovenos, el término "yugoslavo" pasó a hacer referencia a todos sus habitantes, aunque particularmente a los de origen eslavo meridional. Realmente y según los nacionalistas croatas y bosnios entre otros, el poder del reino multirracial era ostentado por la mayoría serbia desde la capital, Belgrado, en territorio serbio, además de que los serbios eran el grupo más numeroso al representar entre un 40 y 45 por ciento de la población. 
En 1929, el rey Alejandro I intentó resolver una profunda crisis política entre etnias asumiendo poderes dictatoriales y renombrando el país como "Reino de Yugoslavia", el cual oficialmente pasaba a estar constituido por una única nación yugoslava dividida en tres tribus. La designación étnica yugoslava pasó entonces a ser impuesta a todos los eslavos del sur de Yugoslavia. Los cambios experimentados por Yugoslavia tras la muerte del rey Alejandro I en 1934 supusieron el final de esta política de imposición, si bien algunos grupos mantuvieron este uso para el término.

### Yugoslavia socialista
Tras la liberación de la zona del poder de las Potencias del Eje en 1945, la nueva República Federal Socialista de Yugoslavia se constituyó en un Estado federal en que se reconocía y valoraba de manera oficial su diversidad étnica. De esta manera las identidades étnicas tradicionales volvieron a ser las más utilizadas por la población para definirse. Sin embargo, muchas personas seguían considerándose "yugoslavos" como forma de identificación con la República en su totalidad, y no con alguno de sus pueblos de forma específica. 
En el censo de 1971 figuraban 273.077 "yugoslavos", un 1,33% de la población total. Las cifras de 1981 registraban un total de 1.216.463 (5,4%) de yugoslavos. En el censo de 1991 un 5,51% (239.777 personas) de la población de Bosnia y Herzegovina se declaraba como "yugoslava", así como un 4,25% de los habitantes de Montenegro.
La Constitución de la República de Bosnia y Herzegovina de 1990 contemplaba una Presidencia Colegiada formada por 7 miembros de los cuales uno representaba a la población "yugoslava", junto con bosníacos, serbobosnios y bosniocroatas. De todas maneras, el marco constitucional de Bosnia y Herzegovina dejaba a este colectivo en un nivel inferior. Sin embargo, a causa del estallido de la Guerra de Bosnia en 1992, este texto constitucional apenas se desarrolló y tuvo escasa vigencia.
El censo de 1981 mostraba que los "yugoslavos" suponían un 8% de la población de Croacia, siendo esta proporción la más alta registrada hasta el momento. Las cifras de 1991 indicaban un descenso de este grupo étnico hasta el 2%. En el primer censo realizado en Croacia tras su independencia, llevado a cabo en 2001, solamente se registraron 176 yugoslavos.
Coincidiendo con la disolución de Yugoslavia, muchos de estos "Yugoslavos" se reinscribieron en el censo bajo sus denominaciones étnicas tradicionales. En la Yugoslavia socialista (1943-1991), era la denominación oficial para quienes se sentían parte únicamente de la "patria socialista" de Yugoslavia, y no de ninguna etnia concreta. Este calificativo, introducido en el censo de 1971, solía ir entrecomillado ("Yugoslavos") para diferenciar esta consideración étnica de la nacionalidad, propia de todos los habitantes de la RFS de Yugoslavia independientemente de su consideración éntica.
Pocos años antes de la disolución de Yugoslavia, muchos de estos "yugoslavos" modificaron su clasificación étnica en el censo, pasando a registrarse como miembros de nacionalidades tradicionales tales como la musulmana, croata, macedonia, montenegrina, serbia o eslovena, además de otros grupos minoritarios como los janjevci, bunjevci o šokci. De todas maneras hubo gente que no modificó este dato, que seguía en pleno uso. Pese a todo, el concepto ha sobrevivido en Bosnia y Herzegovina (donde casi todos los pueblos cuentan con un pequeño porcentaje de este grupo) y en la antigua federación de Serbia y Montenegro (2003-2006), país este último que mantuvo la denominación de "Yugoslavia" (como República Federal de Yugoslavia) hasta febrero de 2003. De todas maneras, los nuevos censos a realizar en Serbia y Montenegro, ya como estados plenamente independientes entre sí, mantendrán el grupo étnico yugoslavo en sus estadísticas.

## Yugoslavos famosos
Muchos yugoslavos han protagonizado hechos importantes en la historia mundial. Un ejemplo destacado es el líder, presidente vitalicio y fundador de la República Federal Socialista de Yugoslavia, el Mariscal Josip Broz Tito. Primero en organizar la resistencia contra la ocupación nazi en Yugoslavia, consiguió su expulsión de la zona, fue cofundador del Movimiento de Países No Alineados y desafió a Stalin y su influencia sobre Yugoslavia. Otras importantes figuras son el escritor Ivo Andrić o el nacionalista yugoslavo Gavrilo Princip, conocido por causar la acción desencadenante de la Primera Guerra Mundial al asesinar al Archiduque Francisco Fernando de Austria y su esposa en la ciudad de Sarajevo. Cabe destacar el hecho de que Oliver Dulić, Presidente del Parlamento de Serbia hasta junio de 2008, haya revelado su identidad como "yugoslavo".